# Carcinopyga lindti
Carcinopyga lindti är en fjärilsart som beskrevs av Cerny 1986. Carcinopyga lindti ingår i släktet Carcinopyga och familjen björnspinnare. Inga underarter finns listade i Catalogue of Life.